# تيم كريشتون
تيم كريشتون (بالإنجليزية: Tim Crichton)‏ مواليد 15 أبريل 1976، هو لاعب كرة مضرب أسترالي سابق وكان يلعب باليد اليمنى. أعلى تصنيف له في الزوجي كان المركز الـ 88 في سنة 2002.

## النهائيات

### الزوجي: (9)
| الرقم | السنة | الدورة                  | الأرضية | الشريك    | المنافس في النهائي               | النتيجة في النهائي |
| ----- | ----- | ----------------------- | ------- | --------- | -------------------------------- | ------------------ |
| 1.    | 2000  | أوستند، بلجيكا          | ترابية  | أشلي فيشر | فرانسيسكو كابيلو داميان فرمانسكي | 6–2, 2–6, 6–1      |
| 2.    | 2000  | أوستن، الولايات المتحدة | صلبة    | أشلي فيشر | رايمون سلويتر دينيس فان شيبينغن  | 6–1, 6–7(6–8), 6–0 |
| 3.    | 2000  | سول, كوريا الجنوبية     | صلبة    | أشلي فيشر | فرانتيسيك تشيرماك أوتا فوكاريك   | 6–4, 6–4           |
| 4.    | 2001  | سنغافورة                | صلبة    | أشلي فيشر | براندون هوك كايل سبنسر           | 3–6, 6–3, 6–4      |

## روابط خارجية
- تيم كريشتون على موقع رابطة محترفي التنس (الإنجليزية)
- تيم كريشتون على موقع الاتحاد الدولي لكرة المضرب (الإنجليزية)
- تيم كريشتون على موقع خلاصة التنس.كوم (الإنجليزية)